# Толгуров, Зейтун Хамитович
Зейтун Хамитович Толгуров (14 февраля 1939 — 23 января 2016) — балкарский прозаик и литературовед, доктор филологических наук.

## Биография
Родился в небольшом горном посёлке Былым Эльбрусского района Кабардино-Балкарской АССР. Ещё в детстве он остался сиротой, воспитывался у тёти по линии матери. В 1944 году вместе со всем балкарским народом был депортирован из родной земли в пустынные степи Казахстана. Несмотря на ужасы сталинского геноцида, Зейтун выжил и, благодаря помощи директора школы, немца по национальности Эмиха Л. А. окончил среднюю школу. Окончил восьмилетнюю школу в селении Назаровка Павлодарской области, затем — десятилетнюю школу в селении Мерке недалеко от Джамбула.
После возвращения на родину поступил на русско-балкарское отделение историко-филологического факультета Кабардино-Балкарского государственного университета, которое окончил с отличием в 1962 году. После окончания университета работает журналистом в газете «Путь к коммунизму».
В 1966 году окончил аспирантуру КБГУ. В 1967 году защитил диссертацию на соискание учёной степени кандидата наук по теме «Романы Г. Е. Николаевой».
В 1987 году защитил докторскую диссертацию по теме «Формирование социалистического реализма как художественно-эстетической системы в литературах народов Северного Кавказа».
С середины 1960-х работал в Кабардино-Балкарском государственном университете имени Х. М. Бербекова, профессор (1992).
- 1978—1984 гг. — заведующий кафедрой русской литературы,
- 1998—2007 гг. — заведующий кафедрой балкарского языка и литературы.

С 2009 г. — заведующий сектором балкарской литературы Института гуманитарных исследований Кабардино-Балкарского научного центра (КБНЦ) РАН.
Под его научным руководством были защищены 14 кандидатских и 3 докторских диссертации.

## Творчество
Зейтун Толгуров писать и публиковаться начал относительно рано. Первые произведения Толгурова (литературоведческие статьи, очерки, фельетоны, рассказы, репортажи) были опубликованы в начале 60-х, в 1961 году в местных газетах появляются его первые рассказы: «Торопливая река до моря не добежит», «Урок жизни», «Яблоня», «На перепутье» и др. Будучи ещё студентом историко-филологического факультета КБГУ, вошёл в балкарскую литературу как критик-литературовед и практик.
Но широкое признание читателей Толгуров получил в 1964 году, когда была опубликована его детская повесть «Медвежий коготь», в которой война периода 1941-45-х годов и трагедия изгнания балкарцев из родной земли показана глазами пятилетнего мальчика.
В начале 1970-х годов Толгуровым были написаны повести «Эрирей», «Алые травы», «Белая шаль», роман «Большая медведица» и другие.
В конце 70-х годов начинается новый этап в творчестве Толгурова. В 1981 году был опубликован первый роман писателя — «Жетегейле» (Созвездие Большой Медведицы, в русском варианте — Большая Медведица). Вскоре после первого романа писателем выпущены в свет повесть «Ашыкъ оюн» (Игра в альчики, 1983), романы «Кёк гелеу» (Голубой типчак, 1993), «Акъ жыйрыкъ» (Белое платье, 1996—1999; журнальный вариант).
Учёный-филолог З. Х. Толгуров написал более 300 литературоведческих и теоретических статей, 9 монографий и целый ряд учебников и учебных пособий.

## Научные труды

##### Монографии
- Формирование социалистического реализма в балкарской поэзии (Нальчик, 1974);
- Время и литература (Нальчик, 1977);
- Движение балкарской поэзии (Нальчик, 1984)[3];
- Поэзия К. Отарова (Нальчик, 1984)[4];
- В контексте духовной общности (Нальчик, 1991);
- Балкарская проза (Нальчик, 1997);
- Теория литературы (Нальчик, 1997);
- История балкарской литературы (Нальчик, 2000);
- Национальное сознание и национальная литература: пособие для учителей и студентов (Нальчик: Эльбрус, 2008).

## Награды и премии
- Государственная премия Кабардино-Балкарской Республики в области литературы и искусства (1994),
- Заслуженный деятель науки Кабардино-Балкарской Республики (1998).